# 셰어 로이드
셰어 로이드(Cher Lloyd, 1993년 7월 28일 ~ )는 잉글랜드의 싱어송라이터이다.

## 음반 목록
- Sticks & Stones (2011)
- Sorry I'm Late (2014)